# Hulda Marie Bentzen
Hulda Marie Bentzen (Bergen, 18 dicembre 1858 – 16 ottobre 1937) è stata una fotografa norvegese.

## Biografia
Figlia del capitano marittimo Einar (1824-1876) e di Karen Bertine Gullaksen. Sembra che imparò l'arte della fotografia presso il fotografo tedesco Max Behrends (1839-1903), stabilitosi in Novergia, a Bergen, come assistente della fotografa Marie Magdalene Bull per poi aprirne uno tutto suo fin quando non decise di trasferirsi a Trøndelag nel 1890.

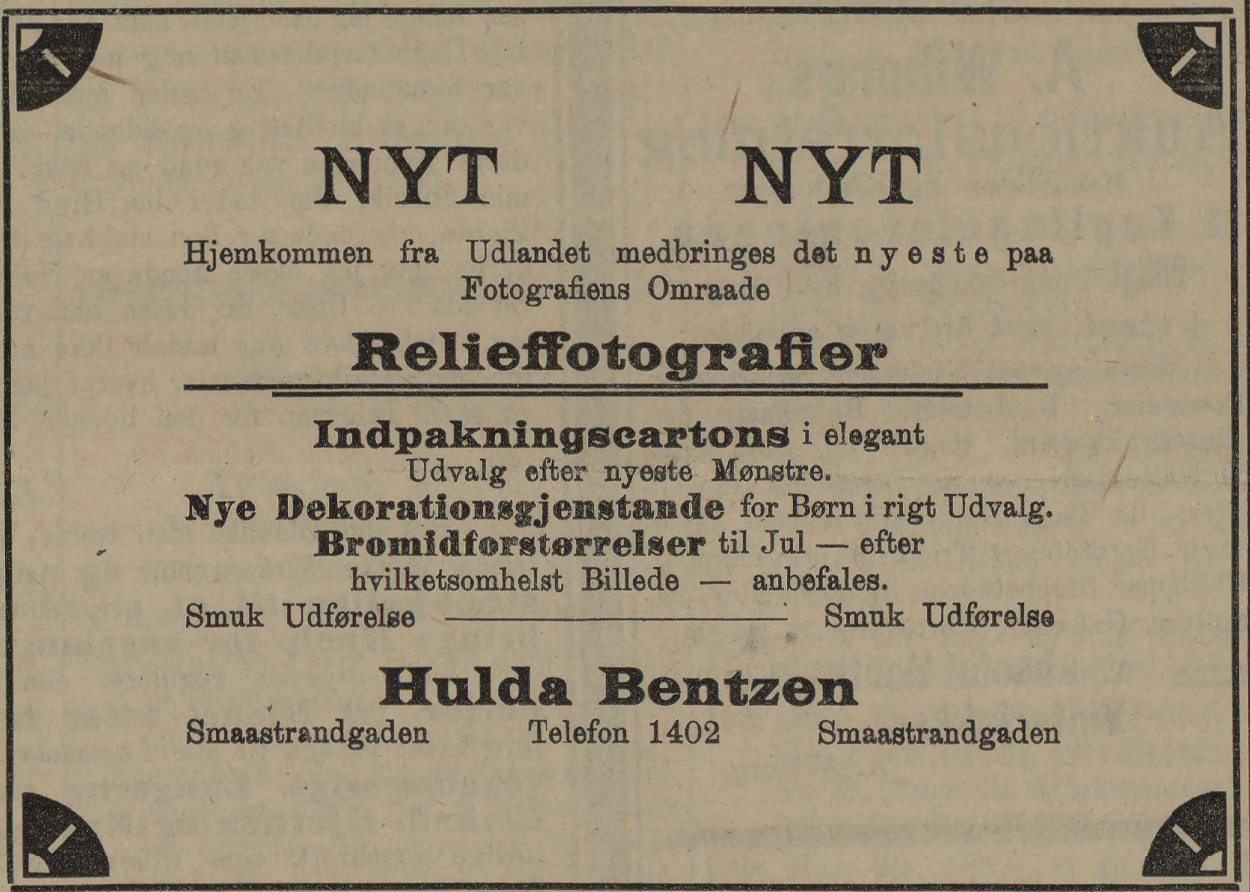
Hulda Bentzen annuncia nel 1898 sul giornale le novità in campo fotografico nel proprio atelier

Secondo vari annunci sui giornali, sappiamo che dal 1886 Bentzen aveva un proprio atelier a Bergen ed un secondo, almeno per un certo periodo, nella cittadina di Voss, non molto distante da Bergen. Infatti, alcune fotografie recano sul retro la dicitura "Filial Voss". Prese parte con proprie opere all'Esposizione Nazionale di Bergen nel 1898 nel corso della quale conseguì una medaglia e contrassegnò sul retro delle proprie fotografie con la dicitura "Prismedalje Bergen 1898". Nel mese di novembre dello stesso anno annunciò di essere ritornata dall'estero con le ultime novità fotografiche.
Nel 1901 vendette il proprio atelier di Bergen ad un certo Justus Lockwood jr., compresa l'attrezzatura fotografica dello studio. Lo si apprende dall'annuncio che apparve sul giornale di Bergen. A conferma di tale evento, dopo tale data sul retro di molte immagini compare la scritta "Hilda Bentzens Eftfl. (Justus Lockwood)", come a voler sottolineare che lo studio Bentzen continuava a lavorare con un nuovo proprietario.
Le informazioni sulla sua vita, in genere piuttosto scarne, sono assai lacunose sugli ultimi anni. Sappiamo, attraverso un annuncio che aveva aperto un atelier in affitto a Bergen (o dintorni), "completamente attrezzato" nel 1919 e che ebbe una sua casa editrice a Voss con cui diffuse cartoline dei paesaggi norvegesi e libri fotografici: "Hulda Bentzens Forlag". Non conosciamo il luogo della sua morte, ma secondo una fonte dopo il 1898 avrebbe continuato il suo lavoro fotografico presso lo studio di Voss, dove avrebbe vissuto per diversi anni, prima di tornare a Bergen essendovi infine deceduta.

## Galleria d'immagini

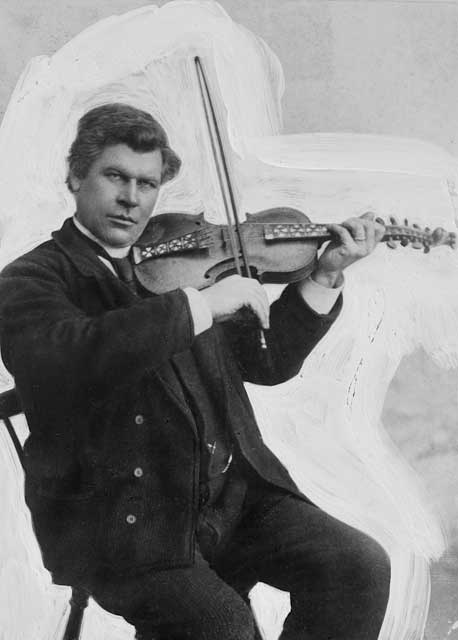
il violinista e compositore Sjur Helgeland, 1890
- Due sorelle, 1900
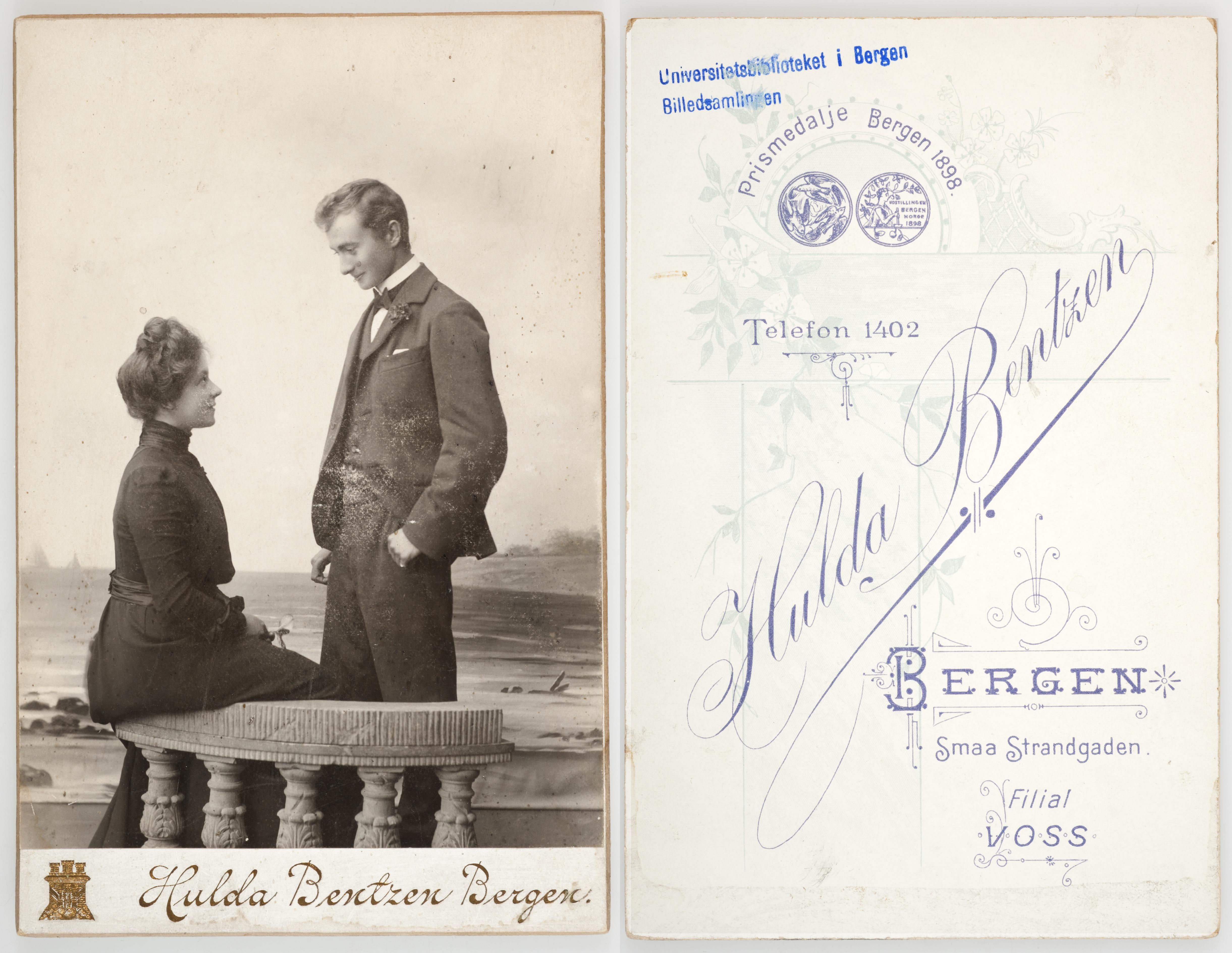
Giovane coppia, 1900 circa
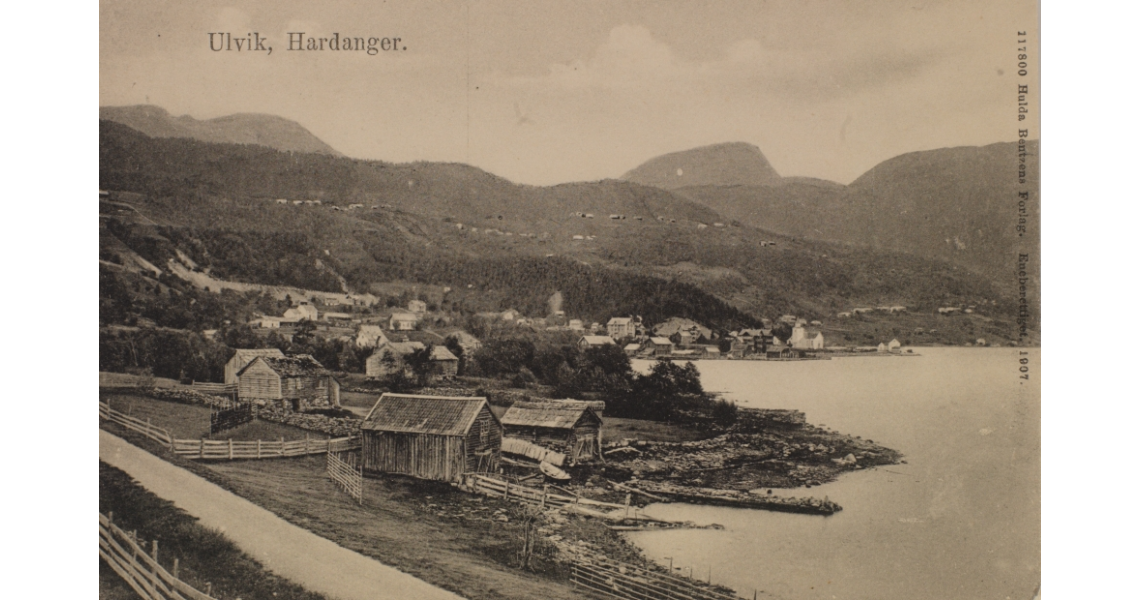
Panorama di Ulvik, 1907